# Рекло (Тексас)
Рекло (енгл. Reklaw) град је у америчкој савезној држави Тексас. По попису становништва из 2010. у њему је живело 379 становника.

## Демографија
Према попису становништва из 2010. у граду је живело 379 становника, што је 52 (15,9%) становника више него 2000. године.
| Група             | 2000.       | 2010.       |
| Белци             | 254 (77,7%) | 285 (75,2%) |
| Афроамериканци    | 25 (7,6%)   | 24 (6,3%)   |
| Азијати           | 0 (0,0%)    | 9 (2,4%)    |
| Хиспаноамериканци | 44 (13,5%)  | 64 (16,9%)  |
| Укупно            | 327         | 379         |